# John Terriak
 (avril 2025).
 (avril 2025).
La mise en forme du texte ne suit pas les recommandations de Wikipédia : il faut le « wikifier ».
Les points d'amélioration suivants sont les cas les plus fréquents :
- Les titres sont pré-formatés par le logiciel. Ils ne sont ni en capitales, ni en gras.
- Le texte ne doit pas être écrit en capitales (les noms de famille non plus), ni en gras, ni en italique, ni en « petit »…
- Le gras n'est utilisé que pour surligner le titre de l'article dans l'introduction, une seule fois.
- L'italique est rarement utilisé : mots en langue étrangère, titres d'œuvres, noms de bateaux, etc.
- Les citations ne sont pas en italique mais en corps de texte normal. Elles sont entourées par des guillemets français : « et ».
- Les listes à puces sont à éviter, des paragraphes rédigés étant largement préférés. Les tableaux sont à réserver à la présentation de données structurées (résultats, etc.).
- Les appels de note de bas de page (petits chiffres en exposant, introduits par l'outil «  Source ») sont à placer entre la fin de phrase et le point final[comme ça].
- Les liens internes (vers d'autres articles de Wikipédia) sont à choisir avec parcimonie. Créez des liens vers des articles approfondissant le sujet. Les termes génériques sans rapport avec le sujet sont à éviter, ainsi que les répétitions de liens vers un même terme.
- Les liens externes sont à placer uniquement dans une section « Liens externes », à la fin de l'article. Ces liens sont à choisir avec parcimonie suivant les règles définies. Si un lien sert de source à l'article, son insertion dans le texte est à faire par les notes de bas de page.
- La présentation des références doit suivre les conventions bibliographiques. Il est recommandé d'utiliser les modèles {{Ouvrage}}, {{Chapitre}}, {{Article}}, {{Lien web}} et/ou {{Bibliographie}}. Le mode d'édition visuel peut mettre en forme automatiquement les références.
- Insérer une infobox (cadre d'informations à droite) n'est pas obligatoire pour parachever la mise en page.

Pour une aide détaillée, merci de consulter Aide:Wikification.
Si vous pensez que ces points ont été résolus, vous pouvez retirer ce bandeau et améliorer la mise en forme d'un autre article.
John Terriak est un artiste, militant pour la culture inuite né le 9 juillet 1950 à Hamilton River, à Terre-Neuve-et-Labrador.

## Liens familiaux et techniques artistiques
John Terriak a découvert tôt dans sa jeunesse sa passion pour la sculpture, pour reprendre ses mots. Il commence à l’exprimer dès 14 ans. Il a commencé à sculpter pour lui et ses proches, et de là est partie une longue carrière qui l’a amené à présenter ses œuvres un peu partout dans le monde et dans des endroits de renom. Il s’est marié avec Johanna, une artiste Nain, et a deux fils, Titus et Charlie, qui se sont aussi intéressés à la sculpture.
Au niveau des techniques, des matières utilisées dans l’expression de son art, l’artiste est reconnu pour ses œuvres de sculpture sur la stéatite, qui est une pierre de la famille des pierres ollaires. Il est reconnu aussi pour ses sculptures d’outils pratiques dans la vraie vie pour les communautés du Nunatsiavut. Ses œuvres sont aussi produites à partir d’os de baleine, de bois de cerf, de bois, mais aussi sur l’argent et l’or.

## Expression artistique et thèmes
En plus de son militantisme et de son implication dans des activités de promotion de la culture et des artistes au Nunatsiavut, les sujets et thèmes explorés par l’artiste dans son œuvre sont la reconnexion avec sa langue et sa culture inuit. Il puise aussi son inspiration dans ses rêves. La plupart de ses œuvres dépeignent des animaux de la chasse comme les baleines, les orques, mais aussi, il dépeint surtout les visages humains. Majoritairement reconnu pour son talent de sculpteur sur plusieurs matériaux comme la stéatite, qui fait partie des pierres ollaires et dont il exploite ses propres carrières pour ses sculptures, les bois de cerf ainsi que les os de baleine. Il s’est aussi aventuré dans la fabrication de bijoux ainsi que le dessin. Aussi, l’artiste est un valeureux défenseur de l’art inuit moderne.

### Fonctions
En plus d'être artiste, John Terriak est un grand défenseur de la cause des artistes au Nunatsiavut et a fait partie du conseil d’administration de la Inuit Art Foundation pendant plusieurs années à partir de 1992.

### Principales oeuvres
Parmi les œuvres de l’artiste, on peut citer “Sedna and beluga”, qui est une représentation réaliste d’une femme, d’une sirène tenant sur son sein un poisson, un beluga si l’on se fie au titre de l’œuvre. On pourrait rattacher cette sculpture à une caractéristique culturelle de John Terriak, soit la chasse aux baleines. “Faces with Antlers”, une autre sculpture de l’artiste, est une œuvre plus complexe qui dépeint un visage sculpté à part et retenu dans les bois d’un cerf. Il dépeint une figure abstraite et y inclut des éléments de chasse, des formes sorties de rêves. Birds island with faces sculpté sur la pierre est une œuvre abstraite.
L’auteur s’est fait remarquer par ses pairs, la communauté et a été mentionné dans des articles de thèse. En 1991, il a participé à la Labrador Artists' Session, organisée à Nain par Inuit Art, Collège des artistes inuits de la fondation, du 1ᵉʳ au 21 novembre.

### Expositions muséales
On retrouve l’œuvre de John Terriak dans de nombreuses collections muséales (Waddington auctioneers and appraisers). Aussi, au CANADIAN ARCTIC PRODUCERS, qui est une coopérative d’artistes dont le but est la promotion de l’histoire, de la culture et de l’accomplissement des Premières Nations, des Métis et des Inuit et est soutenue par le Conseil des arts du Canada. Ses œuvres ont été exposées dans le magazine Inuit Art Quarterly et au Musée des beaux-arts du Canada. John Teriak a déjà fait partie des artistes dont les œuvres ont fait partie de la banque d’art du Conseil des arts du Canada.
Expositions (solos et collectives)
- 1985: Labrador Crafts: Past and Present, Art Gallery, Memorial University of Newfoundland, Happy Valley, Labrado (catalogue illustré)
- November - Dec 1991: Lake Melville Artist's Association Annual Art Exhibition, Labrador Institute of Northern Studies, Happy Valley-Goose Bay, Labrador
- May - July 1995: Tundra & Ice: Exceptional Sculpture from Canada Orca Aart Gallery, Chicago, Illinois, U.S.A.
- May - September 1995: Keeping Our Stories Alive: An Exhibition of the Art and Crafts from Dene and Inuit of Canada, Institute of American Indian Arts Museum, Santa Fe, New Mexico, U.S.A. (catalogue illustré)[4]
- SakKijajuk : Art and Craft from Nunatsiavut, 2019

## Collections publiques
Birches Art Gallery, Banque d'art du Conseil des arts du Canada, Musée national des beaux-arts du Québec, British Museum
Filmographie : CBC Artsports, 2002
Publication : SakKijajuk : Art and Craft from Nunatsiavut, 2017
NB : La source aboriginart galleries est un article tiré d’une galerie marchande.

## Sources
1. ↑  (en) Patrimoine canadien Gouvernement du Canada, « Artistes au Canada », sur app.pch.gc.ca, 17 octobre 2012 (consulté le 7 avril 2025)
2. 1 2 3 4 5 6 7 8 9 10  (en) Inuit Art Foundation, « John Terriak | IAQ Profiles », sur Inuit Art Foundation (consulté le 7 avril 2025)
3. 1 2   [vidéo] « John Terriak _Artist Profile_ », Heather Igloliorte, 20 janvier 2016, 1:45 min (consulté le 7 avril 2025)
4. 1 2 3 4 5  « Inuit Art - Eskimo Art - BIOGRAPHY FILES @ ABoriginArt Galleries », sur inuit.net (consulté le 7 avril 2025)
5. ↑  « John Terriak », sur La Guilde (consulté le 7 avril 2025)
6. ↑  Gaudi John, « Nunatsiavut has highest proportion of artists within province, affirms provincial Vital Signs report »
7. ↑  Inuit Art Foundation, « Annual Report 2010-2011 » , sur Inuit Art Foundation, (n.d.) (consulté le 6 avril 2025)
8. 1 2 3  « Le magazine Inuit Art Quarterly met en lumière des œuvres de la collection de la Banque d’art pour célébrer 30 ans d’art inuit », sur banquedart.ca (consulté le 7 avril 2025)
9. ↑  Julie Graff, « La culture matérielle dans les stratégies de préservation culturelle des sociétés inuit contemporaines », Thèse de Doctorat préparée dans le cadre d’une cotutelle entre l’Ecole des hautes études en sciences sociales et l’Université de Montréal, no École doctorale de l’EHESS
Laboratoire d’anthropologie sociale,‎ 2021 (lire en ligne  [PDF])
10. ↑  (en-US) « About Us – Canadian Arctic Producers » (consulté le 7 avril 2025)
11. ↑  « John Terriak | Banque d'art du Conseil des arts du Canada »
12. ↑  (en) « John Terriak - British Museum Collection », sur British Museum (consulté le 13 avril 2025)